# Лившиц, Александр Борисович
Алекса́ндр Бори́сович Ли́вшиц (6 июля 1933, Москва — 20 марта 2003, Нью-Йорк, Нью-Йорк) — советский артист эстрады, радиоведущий, программист.

## Биография
Родился 6 июля 1933 года в Москве. Учился в 1-м Московском медицинском институте, где участвовал в студенческой художественной самодеятельности. Там же сложился его дуэт с Александром Левенбуком (1933—2023), с которым они работали на протяжении многих лет.

## Творчество
С 1957 года Лившиц — артист Москонцерта. В первой программе «Детские стихи для взрослых» дуэт Лившиц и Левенбук, переставив смысловые акценты и найдя неординарное прочтение стихов, сделали их злободневными и сатирически острыми. В репертуар дуэта входили произведения Ф. С. Канделя, Э. Н. Успенского, А. И. Хайта и других авторов.
С 1970 года Лившиц, Александр Левенбук и Николай Литвинов вели регулярную радиопередачу «Радионяня», где в весёлой, занимательной форме объясняли детям сложные правила грамматики и других школьных предметов.
С 1978 года жил в США. Работал программистом в Медицинском центре в Нью-Йорке, периодически принимал участие в радиоспектаклях на радио «Свобода».
Скончался 20 марта 2003 года в Нью-Йорке.

## Фильмография
- 1971 — Мультфильм Разгром (текст от автора)
- 1975 — Мультфильм Вот какой рассеянный (текст от автора)

## Звания и награды
- Лауреат Всемирного фестиваля молодёжи и студентов в Москве (1957).
- Лауреат Всесоюзного конкурса молодых артистов эстрады (1960).
- Лауреат Всероссийского конкурса артистов эстрады (1962).